# Лилия Прадо
Лилия Прадо (на испански: Lilia Prado) е мексиканска актриса.

## Биография и творчество
Родена е на 30 март 1928 година в Сауайо де Морелос, Мичоакан. Започва да се снима в киното, след като печели конкурс са красота, като постепенно се утвърждава и започва да играе главни роли във филми, като „Изкачване в небето“ („Subida al cielo“, 1952), „Илюзията се вози на трамвай“ („La ilusión viaja en tranvía“, 1954), „Talpa“ (1956), „El analfabeto“ (1961).
Лилия Прадо умира на 22 май 2006 година в Мексико.